# 蒂耶南
蒂耶南（法語：Thiénans，法語發音：[tjenɑ̃]）是法国上索恩省的一个市镇，属于沃苏勒区。

## 地理
蒂耶南（47°28'2"N, 6°16'20"E）面积4.11 平方千米，位于法国勃艮第-弗朗什-孔泰大區上索恩省，该省份为法国东部内陆省份，北起顺时针与孚日省、贝尔福地区省、杜省、汝拉省、科多尔省和上马恩省接壤。
与蒂耶南接壤的市镇（或旧市镇、城区）包括：布昂莱蒙博宗、蒙塔涅-塞尔维涅、丰特努瓦莱蒙博宗、蒙博宗。

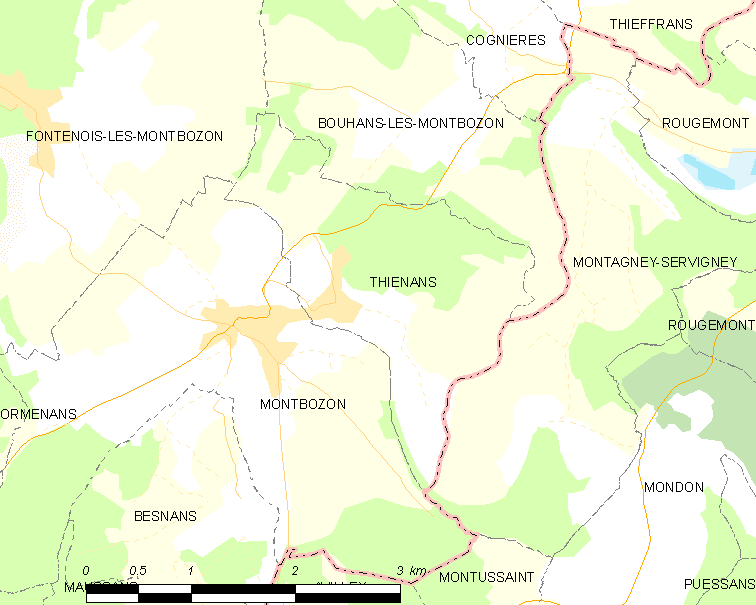
蒂耶南的OSM定位图

蒂耶南的时区为UTC+01:00、UTC+02:00（夏令时）。

## 行政
蒂耶南的邮政编码为70230，INSEE市镇编码为70501。

## 政治
蒂耶南所属的省级选区为里奥县。

## 人口

1962-2008年间蒂耶南人口变化图示

蒂耶南于2022年1月1日时的人口数量为113人。